# Michael Cia
Michael Cia (Bolzano, 3 agosto 1988) è un calciatore italiano, centrocampista del Brixen.

## Caratteristiche tecniche
Giocatore impiegato prevalentemente sull'esterno di centrocampo, sia a destra che sinistra. Talvolta impiegato come trequartista e anche come attaccante.

## Carriera

### Club
Originario di Montagna, cresce calcisticamente nel settore giovanile del Südtirol, con il quale disputa anche tre campionati professionistici di Serie C2.
Nell'estate 2007 l'Atalanta ne acquista la comproprietà, girandolo in prestito alla Sambenedettese, società che milita nel campionato di Serie C1. In quell'annata Cia scende in campo per 20 volte in campionato, realizzando 5 reti.
A fine stagione va in prestito alla Triestina in Serie B, dove ottiene un discreto spazio, realizzando 2 reti in 24 gare, disputate partendo in 20 occasioni dalla panchina per cercare disfruttare la sua agilità a fine gara.
Nell'estate 2009 si trasferisce in comproprietà all'AlbinoLeffe, sempre in Serie B. L'anno successivo la comproprietà viene rinnovata.
Nell'estate 2011 passa al Benevento a titolo di comproprietà. Alla seconda giornata di campionato segna la sua prima doppietta con i Sanniti.
Nell'estate 2012 non viene riscattato e torna all'AlbinoLeffe, che lo cede in prestito al Como dove segna 3 reti in 23 partite di Lega Pro Prima Divisione.
Nell'estate 2013 passa a titolo temporaneo al Pisa.
Nel luglio 2014 torna a vestire la casacca del Südtirol, in Lega Pro, ove viene schierato in rosa come attaccante.
Nel 2018 passa al Delta Porto Tolle dove però resterà pochi mesi, trasferendosi nel mese di ottobre al Sankt Georgen.

### Nazionale
Ha giocato l'Europeo Under-17 nel 2005, il Mondiale Under-17 sempre nel 2005 e l'Europeo Under-19 nel 2007. Ha giocato anche nella nazionale Under 20.
Il 25 marzo 2009 ha esordito con la nazionale Under-21 guidata da Pierluigi Casiraghi, entrando nel secondo tempo della partita Austria-Italia (2-2) giocata a Wiener Neudorf.

## Statistiche

### Presenze e reti nei club
| Stagione           | Squadra            | Campionato         | Campionato | Campionato | Coppe nazionali | Coppe nazionali | Coppe nazionali | Coppe continentali | Coppe continentali | Coppe continentali | Altre coppe | Altre coppe | Altre coppe | Totale | Totale |
| Stagione           | Squadra            | Comp               | Pres       | Reti       | Comp            | Pres            | Reti            | Comp               | Pres               | Reti               | Comp        | Pres        | Reti        | Pres   | Reti   |
| ------------------ | ------------------ | ------------------ | ---------- | ---------- | --------------- | --------------- | --------------- | ------------------ | ------------------ | ------------------ | ----------- | ----------- | ----------- | ------ | ------ |
| 2004-2005          | Südtirol           | C2                 | 2          | 1          | CI-C            | 0               | 0               | -                  | -                  | -                  | -           | -           | -           | 2      | 1      |
| 2005-2006          | Südtirol           | C2                 | 18+2       | 2+0        | CI-C            | 5               | 1               | -                  | -                  | -                  | -           | -           | -           | 25     | 3      |
| 2006-2007          | Südtirol           | C2                 | 27         | 3          | CI-C            | 2               | 0               | -                  | -                  | -                  | -           | -           | -           | 29     | 3      |
| 2007-2008          | Sambenedettese     | C1                 | 20         | 5          | CI-C            | 4               | 0               | -                  | -                  | -                  | -           | -           | -           | 24     | 5      |
| 2008-2009          | Triestina          | B                  | 24         | 2          | CI              | 1               | 0               | -                  | -                  | -                  | -           | -           | -           | 25     | 2      |
| 2009-2010          | Albinoleffe        | B                  | 18         | 0          | CI              | 1               | 0               | -                  | -                  | -                  | -           | -           | -           | 19     | 0      |
| 2010-2011          | Albinoleffe        | B                  | 7          | 0          | CI              | 2               | 0               | -                  | -                  | -                  | -           | -           | -           | 9      | 0      |
| Totale Albinoleffe | Totale Albinoleffe | Totale Albinoleffe | 25         | 0          |                 | 3               | 0               |                    | -                  | -                  |             | -           | -           | 28     | 0      |
| 2011-2012          | Benevento          | 1D                 | 32         | 11         | CI+CI-LP        | 1+2             | 0+0             | -                  | -                  | -                  | -           | -           | -           | 35     | 11     |
| 2012-2013          | Como               | 1D                 | 23         | 3          | CI-LP           | 0               | 0               | -                  | -                  | -                  | -           | -           | -           | 23     | 3      |
| 2013-2014          | Pisa               | 1D                 | 20+1       | 1          | CI+CI-LP        | 1+2             | 0+1             | -                  | -                  | -                  | -           | -           | -           | 24     | 2      |
| 2014-2015          | Südtirol           | LP                 | 30         | 1          | CI+CI-LP        | 2+1             | 0+0             | -                  | -                  | -                  | -           | -           | -           | 33     | 1      |
| 2015-2016          | Südtirol           | LP                 | 16         | 1          | CI+CI-LP        | 1+0             | 0+0             | -                  | -                  | -                  | -           | -           | -           | 17     | 1      |
| 2016-2017          | Südtirol           | LP                 | 30         | 2          | CI+CI-LP        | 1+1             | 0+0             | -                  | -                  | -                  | -           | -           | -           | 32     | 2      |
| 2017-2018          | Südtirol           | C                  | 27         | 2          | CI-C            | 2               | 0               | -                  | -                  | -                  | -           | -           | -           | 29     | 2      |
| Totale Südtirol    | Totale Südtirol    | Totale Südtirol    | 149+2      | 13         |                 | 15              | 1               |                    | -                  | -                  |             | -           | -           | 166    | 14     |
| Totale carriera    | Totale carriera    | Totale carriera    | 294+3      | 35         |                 | 29              | 2               |                    | -                  | -                  |             | -           | -           | 326    | 37     |

### Cronologia presenze e reti in nazionale
| Cronologia completa delle presenze e delle reti in nazionale ― Italia under 21 | Cronologia completa delle presenze e delle reti in nazionale ― Italia under 21 | Cronologia completa delle presenze e delle reti in nazionale ― Italia under 21 | Cronologia completa delle presenze e delle reti in nazionale ― Italia under 21 | Cronologia completa delle presenze e delle reti in nazionale ― Italia under 21 | Cronologia completa delle presenze e delle reti in nazionale ― Italia under 21 | Cronologia completa delle presenze e delle reti in nazionale ― Italia under 21 | Cronologia completa delle presenze e delle reti in nazionale ― Italia under 21 |
| Data                                                                           | Città                                                                          | In casa                                                                        | Risultato                                                                      | Ospiti                                                                         | Competizione                                                                   | Reti                                                                           | Note                                                                           |
| ------------------------------------------------------------------------------ | ------------------------------------------------------------------------------ | ------------------------------------------------------------------------------ | ------------------------------------------------------------------------------ | ------------------------------------------------------------------------------ | ------------------------------------------------------------------------------ | ------------------------------------------------------------------------------ | ------------------------------------------------------------------------------ |
| 23-3-2009                                                                      | Wiener Neudorf                                                                 | Austria under 21                                                               | 2 – 2                                                                          | Italia under 21                                                                | Amichevole                                                                     | -                                                                              | 68’                                                                            |
| Totale                                                                         |                                                                                | Presenze                                                                       | 1                                                                              |                                                                                | Reti                                                                           | 0                                                                              |                                                                                |

## Palmarès

### Club

#### Competizioni regionali
- Coppa Italia Dilettanti Trentino-Alto Adige: 1

Brixen: 2024-2025